# عملية لادبروك
عملية لادبروك (بالإنجليزية: Operation Ladbroke) هي عملية إنزال عسكري قامت بها قوات المجوقلة البريطانية خلال الحرب العالمية الثانية قرب سرقوسة في جزيرة صقلية، بدأت في التاسع من شهر يوليو عام 1943 باعتبارها جزءًا من عملية هاسكي لغزو صقلية. استخدمت بعثة الحلفاء الأولى عددًا كبيرًا من الطائرات، وجرى تنفيذ العملية من تونس عبر إنزال قوات المشاة التابعين لسرية الإنزال الأولى البريطانية، والتي قادها الأميرالي (العميد) فيليب هيكس، بصحبة قوة مؤلفة من 136 طائرة إنزال شراعية عسكرية من نوع ويكو سي جي–4 و8 طائرات شراعية لنقل الركاب من نوع آيرسبيد هورسا. هدفت تلك العملية إلى إنشاء جيش ضخم مهيأ لعملية الغزو ضمن قاعدة قريبة من بلدة سرقوسة، وتأمين جسر بونت غراندي، والسيطرة في نهاية المطاف على المدينة نفسها وأحواض السفن ذات الأهمية الحيوية استراتيجيًا، وهذا هو الجزء الأول من خطة أكبر تشمل الغزو الشامل لجزيرة صقلية.
في الطريق إلى صقلية، أطلق الأمريكيون والبريطانيون 65 طائرة شراعية بشكل مبكر من طائرات الجرّ، ما أدى إلى تحطمها في البحر وغرق نحو 252 رجلًا كانوا على متنها. وصل 87 جنديًا من مجموع الجنود إلى جسر بونت غراندي، وعلى الرغم من قلة عددهم، استطاعوا الاستيلاء على الجسر واحتفظوا به لوقت أطول من المخطط له. أخيرًا، وبعد نفوق ذخيرة الجنود وبقاء 15 جنديًا سليمًا فقط، استسلمت قوات الحلفاء للقوات الإيطالية. بعدما استولى الإيطاليون على الجسر، سعوا إلى تدميره، لكن مخططهم فشل على يد قوات من سرية الإنزال الأولى البريطانية التي أزالت الشحنات المتفجرة المربوطة بالجسر. ساهم الجنود الآخرون التابعون للسرية، والذي هبطوا في أماكن متفرقة من صقلية، في تدمير خطوط الاتصال والاستيلاء على البطاريات المدفعية.

## خلفية تاريخية
بحلول شهر سبتمبر عام 1942، كانت جيوش الحلفاء تتقدم عبر تونس بعد عملية الإنزال الناجحة قبل شهر، والتي عُرفت بعملية الشعلة، ما مهدّ لنهاية حملة شمال أفريقيا. تزامنًا مع اقتراب نصر الحلفاء، بدأ هؤلاء يتناقشون حول طبيعة الهدف التالي. طالب الكثير من الأمريكيين بالغزو السريع والآني لشمال فرنسا، بينما ادعى البريطانيون –وكذلك دوايت آيزنهاور الذي حمل حينها رتبة فريق في الجيش الأمريكي– أن جزيرة سردينيا هي أفضل الأهداف التالية لقوات الحلفاء. في شهر يناير عام 1943، اجتمع رئيس الوزراء البريطاني وِنستون تشرشل بالرئيس الأمريكي فرانكلن روزفلت في مؤتمر كازابلانكا للتناقش حول جزيرة صقلية، والتي من المحتمل أن يؤدي غزوها واحتلالها إلى تأمين طرق الشحن في البحر المتوسط والمطارات القريبة من الأراضي الداخلية لإيطاليا وألمانيا. أطلق الحلفاء الاسم الرمزي «عملية هاسكي» على غزو جزيرة صقلية، وبدأ التخطيط لعملية هاسكي في شهر فبراير. في البداية، كان من المخطط أن يهبط الجيش الثامن البريطاني، تحت قيادة الجنرال برنارد مونتغمري، في الزاوية الجنوبية الشرقية من الجزيرة، ثم يتقدم شمالًا نحو ميناء سرقوسة. بعد يومين، كان من المفترض أن يهبط الجيش الأمريكي السابق تحت قيادة الفريق جورج إس. باتون في الزاوية الغربية من الجزيرة، ثم يزحف نحو ميناء باليرمو.
في شهر آذار، قرر الحلفاء إنزال فرقة المجوقلة الأمريكي الـ 82 تحت قيادة اللواء ماثيو ريدجواي وفرقة المجوقلة البريطانية الأولى تحت قيادة اللواء جورج إف. هوبكِنسون باستخدام المظلات والطائرات الشراعية قبل الإنزال البرمائي، فكان على الفرقتين الهبوط على بعد بضعة أميالٍ عن الشواطئ، وشلّ المدافعين عن الجزيرة، وبالتالي مساعدة الحلفاء في إنزال قواتهم الأرضية. لكن في أوائل شهر مايو، تغيّرت تلك المخطات بشكل راديكالي إثر إصرار قائد الجيش الثامن، الجنرال مونتغمري.

## وصلات خارجية
- وثائقي عن العملية على يوتيوب